# Тюржи
Тюржи́ (фр. Turgy) — коммуна во Франции, находится в регионе Шампань — Арденны. Департамент — Об. Входит в состав кантона Шаурс. Округ коммуны — Труа.
Код INSEE коммуны — 10388.
Коммуна расположена приблизительно в 160 км к юго-востоку от Парижа, в 110 км южнее Шалон-ан-Шампани, в 31 км к югу от Труа.

## Население
Население коммуны на 2008 год составляло 40 человек.
| 1962 | 1968 | 1975 | 1982 | 1990 | 1999 | 2008 |
| ---- | ---- | ---- | ---- | ---- | ---- | ---- |
| 71   | 61   | 52   | 46   | 32   | 40   | 40   |

## Экономика

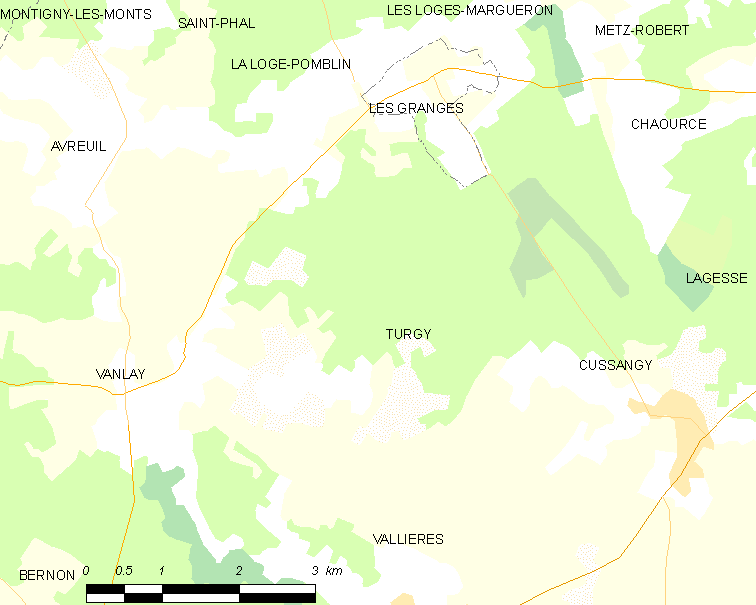
Карта коммуны

В 2007 году среди 25 человек в трудоспособном возрасте (15—64 лет) 13 были экономически активными, 12 — неактивными (показатель активности — 52,0 %, в 1999 году было 96,0 %). Из 13 активных работали 13 человек (6 мужчин и 7 женщин), безработных не было. Среди 12 неактивных 1 человек был учеником или студентом, 7 — пенсионерами, 4 были неактивными по другим причинам.